# Конрад IX фон Розенберг
Конрад IX фон Розенберг (на немски: Konrad IX von Rosenberg; † 1458/1463) е рицар от франкския род Розенберг в Розенберг в Баден-Вюртемберг.

## Произход
Той е син на рицар Кунтц VI фон Розенберг († 1427) и първата му съпруга Кетерлин Ландшад фон Щайнах († сл. 1405/сл. 1415), дъщеря на Конрад X Ландшад фон Щайнах († сл. 1410) и Елза фон Флекенщайн († 1413). Внук е на рицар Конрад IV фон Розенберг († 1396). Правнук е на Конрад II фон Розенберг († сл. 1377) и потомък на Еберхардус де Розенхайм († сл. 1288). Баща му се жени втори път за Елза фон Зикинген († сл. 1415).
Брат е на Еразмус I фон Розенберг († 1460/1472) и Елизабет († 1454/1460). Полубрат е на Ханс V фон Розенберг († сл. 1456) и на Барбара († 1498).
Дядо е на Филип фон Розенберг († 3 февруари 1513), княжески епископ на Шпайер (1504 – 1513).

## Фамилия
Конрад IX фон Розенберг се жени за Мария Маргарета фон Зайнсхайм-Шварценберг († 11 април 1468), дъщеря на фрайхер Еркингер I фон Шварценберг († 1437) и първата му съпруга Анна фон Бибра († 1418). Те имат трима сина:
- Еразмус II фон Розенберг († 1504/1505), рицар, женен за Маргарета фон Хелмщат († сл. 1471); баща на Филип фон Розенберг († 3 февруари 1513), княжески епископ на Шпайер (1504 – 1513)
- Конрад X фон Розенберг († 27 април 1489), рицар, женен за Елхана фон Ридерн († 7 юни 1515)
- Фридрих фон Розенберг († сл. 1483), рицар, женен за Елизабет фон Фолмарсхаузен